# هيرويا يزومي
هيرويا يزومي (باليابانية: 泉 悠哉) (18 ديسمبر 1992 في فوكوكا في اليابان – )؛ هو لاعب كرة قدم سابق كان يلعب كمدافع.

## وصلات خارجية
- هيرويا يزومي على موقع رابطة كرة القدم اليابانية للمحترفين (اليابانية)